# Jus (saus)

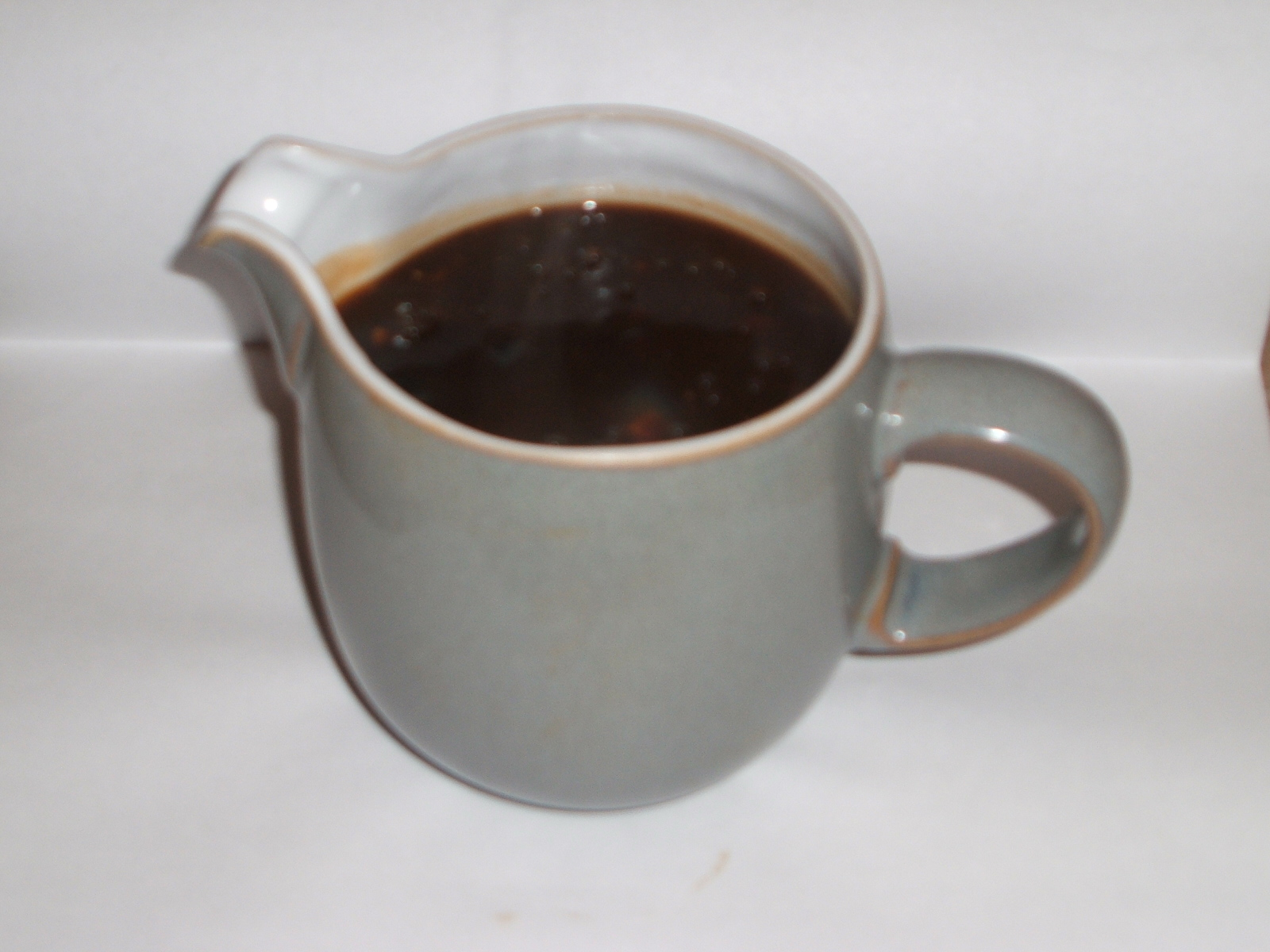
Jus

Jus is een dik gemaakte saus, gewoonlijk gemaakt op basis van vocht dat uit vlees of groente loopt tijdens het koken of braden.
Jus is een van oorsprong Latijns woord dat saus of sap betekent. Het woord is via het Frans in het Nederlands terechtgekomen, vandaar dat het als /zjuu/ wordt uitgesproken. In sommige dialecten zoals het Rotterdams zegt men ook wel /su/.
De dik gemaakte jus wordt gewoonlijk gemaakt met een roux (een mengsel van vet en bloem), maïszetmeel, of pijlwortel. De vleessappen, of de vloeistoffen van opgeloste bouillonblokjes, worden geleidelijk toegevoegd aan het mengsel, terwijl voortdurende bewegingen ervoor zorgen dat de jus zich behoorlijk mengt en het bindmiddel niet klontert. Het dierlijke vet in de roux heeft een hoog verzadigd vetgehalte en wordt daarom vooral de laatste jaren vervangen door bloem, of soms volledig weggelaten. Witte jus kan melk of room bevatten, maar meestal zijn het gewoon vleessappen waaraan bloem is toegevoegd. Soms wordt er een beetje vlees met de vleesjus gemengd. De jus wordt meestal opgediend bij braadstuk of met geprakte of op andere wijze geserveerde aardappelen.
De Nederlandse jus (= saus) is eigenlijk niet meer dan de gesmolten boter, margarine of het vet waarin het vlees is gebraden en dat over de aardappelen wordt gegoten. Vaak wordt de jus aangelengd met wat water of worden er kruiden (soms "uit een potje") aan toegevoegd. Deze jus wordt ook wel stip genoemd, omdat men de gewoonte had de aardappel aan de vork in de vleespan te stippen (te dippen). Jus met daardoorheen wat mosterd heet daarom nog steeds mosterdstip, hoewel er niet meer gestipt wordt.
Een andere manier om vleesjus te maken is uit een pakje of een zakje. Hieraan hoeft slechts water toegevoegd te worden, waarna het dient te worden opgewarmd.
Vegetarische jus is speciaal voor vegetariërs. Hierbij wordt bijvoorbeeld bouillon met bloem als verdikkingsmiddel gebruikt, en vervolgens in kokend water gedaan. Soms worden er groentesappen aan toegevoegd, die de jus een donkergroene kleur geven.
In vele delen van Azië, in het bijzonder India, Maleisië en Singapore, wordt het woord “jus” gebruikt bij elke verdikte vloeibare saus die onderdeel is van een gerecht. Curry bijvoorbeeld wordt daar ook gezien als “jus”.